# 弗雷德·罗杰斯
弗雷德·麦克菲利·罗杰斯（Fred McFeely Rogers，1928年3月20日—2003年2月27日），又稱罗杰斯先生（Mister Rogers），是美国电视节目主持人、作家、制片人和長老宗牧师。他是1968年至2001年儿童电视节目《罗杰斯先生的邻居》的创作者、节目主持人。
罗杰斯出生于宾夕法尼亚州匹兹堡附近的拉特罗布，1951年獲得罗林斯学院音乐学士学位。畢業後前往全国广播公司位於紐約的辦公室工作，1953年回到匹兹堡，參與NET（后来的PBS）电视台WQED的儿童节目製作。他于1962年毕业于匹兹堡神学院，获得神学学士学位，并于1963年成为長老宗牧师。他之後又就读于匹茲堡大學儿童发展研究生院，在那裡他與兒童心理學家瑪格麗特·麥克法蘭開始了30年的合作。他還幫助在匹茲堡為WQED電視台開發兒童節目《The Children's Corner》（1955年）和在加拿大為CBC製作的《Misterogers》（1963年）。1968年，他回到匹茲堡並改編了他的加拿大系列劇的格式，創作了《羅傑斯先生的鄰居》，該劇播出了33年。該計劃因關注兒童的情感和身體問題而廣受好評，例如生死、兄弟姐妹競爭、入學和離婚。
1997年，弗雷德·罗杰斯獲得艾美奖终身成就奖，1999年入选电视名人堂。2002年獲得總統自由勳章。2003年2月27日，罗杰斯因胃癌去世，享年74岁。羅傑斯影響了許多兒童電視節目的作家和製片人，他的節目一直是悲劇事件中的安慰之源，甚至在他去世後也是如此。

## 早年生活
羅傑斯於1928年3月20日出生在賓夕法尼亞州拉特罗布，距匹茲堡約40英里（64公里），位於主街705號 ，是詹姆斯·羅傑斯和南希·羅傑斯（James and Nancy Rogers）的孩子。詹姆斯是“一位非常成功的商人” ，他是拉特羅布最大的企業之一麥克菲利磚公司的總裁。南希的父親弗雷德·布魯克斯·麥克菲利是一位企業家，羅傑斯以他的名字命名。 南希為來自賓夕法尼亞州西部的美國士兵編織毛衣，這些士兵在歐洲作戰並定期在拉特羅布醫院（Latrobe Hospital）做志願者。最初，她夢想成為一名醫生，想安定下來，過著醫院志願工作的生活。羅傑斯在拉特羅布韋爾登街（Weldon Street）737號的一座三層磚砌豪宅中長大。  他有一個妹妹伊萊恩（Elaine），羅傑斯在他11歲時收養了她。 羅傑斯童年的大部分時間都是一個人度過的，玩木偶，還和他的祖父一起度過。他五歲時開始彈鋼琴。 通過從德國移民到美國的祖先約翰尼斯·梅弗特（Johannes Meffert，生於1732年），羅傑斯是美國演員湯姆·漢克斯的第六個表弟，後者在2019年電影《知音有約》中飾演他。
羅傑斯有一個艱難的童年。他害羞、內向、超重，在患上哮喘後經常回家。 他小時候因為體重而受到欺負和嘲笑，並被稱為“小胖弗雷迪”。 根據2018年紀錄片導演摩根·內維爾執導的《與我為鄰》，稱羅傑斯有一個“孤獨的童年……我想他盡可能多地與自己交朋友。他有一個腹語術木偶，還有（填充）玩偶動物，在他童年的臥室裡創造自己的世界”。 

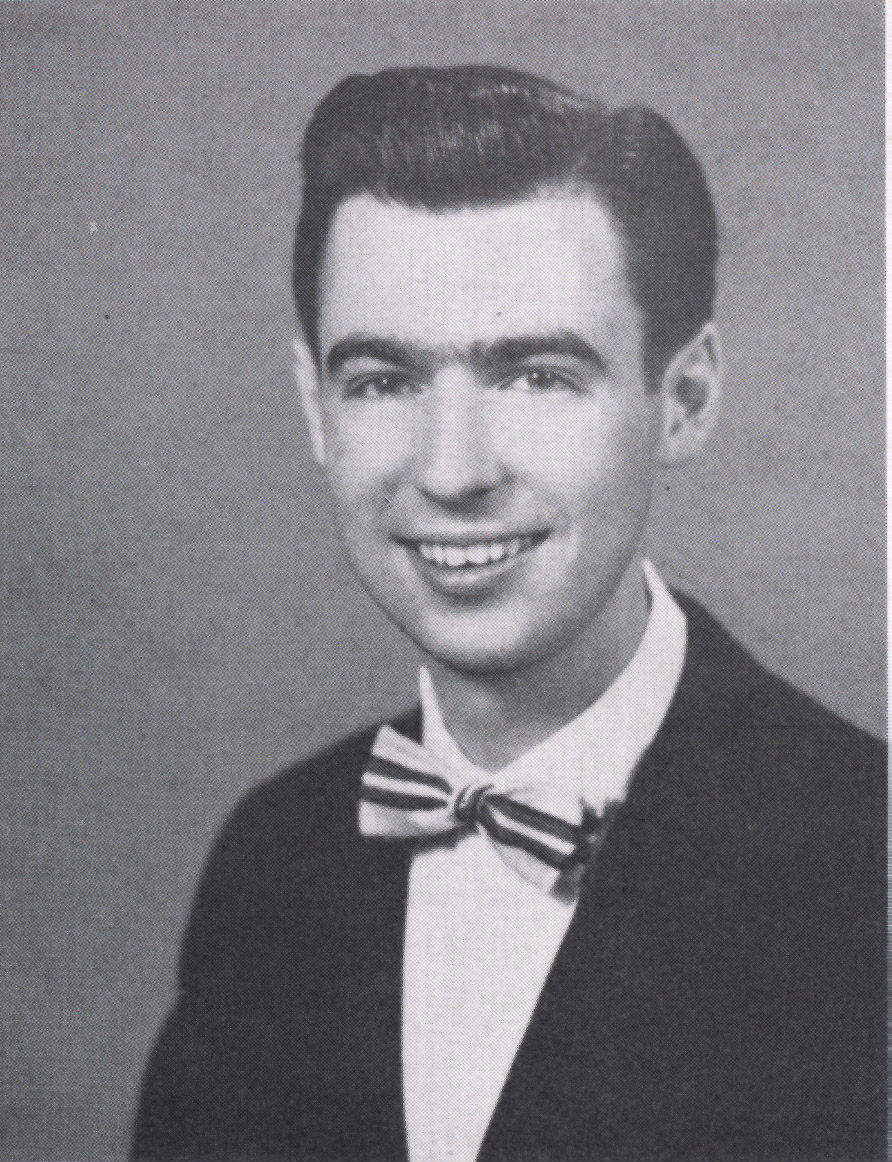
1951年羅林斯學院畢冊中的羅傑斯

羅傑斯就讀於拉特羅布高中，在那裡他克服了害羞。  “一開始對我來說很艱難，”羅傑斯在1984年告訴NPR的泰瑞·格羅斯。“然後我交了幾個朋友，他們發現我的核心是好的。其中一個是......足球隊”。 羅傑斯曾擔任學生會主席，是國家榮譽學會的成員，並且是學校畢冊的主編。 1948年，20歲的他在拉特罗布登記加入志願役，在那裡他被歸類為“1-A”，可以服兵役。 然而，在1950年10月12日進行武裝部隊體檢後，他的身份被改為“4-F”，不適合服兵役。 羅傑斯在達達特茅斯學院學習了一年，然後轉學到佛羅里達州溫特帕克的羅林斯學院； 1951年，他以優異成績畢業，獲得音樂學士學位。 
羅傑斯於1962年以優異成績 從匹茲堡神學院畢業，獲得神學學士學位。 1963年，他被美國長老宗的匹茲堡長老宗任命為牧師。 他作為一名被任命的牧師，而不是教會的牧師，他的使命是通過電視為兒童和他們的家人服務。他經常出現在教會神職人員面前以維持他的按立。

## 職業生涯

### 早年
羅傑斯大學畢業後想進入神學院， 但在1951年他在羅林斯學院大四時，在他父母家中遇到了一台電視機後，他選擇進入新興的電視媒體行業。 在接受CNN採訪時，他說：“我進入電視行業是因為我討厭它，我認為有一些方法可以使用這種出色的工具來培養那些願意觀看和聆聽的人”。 畢業後1951年，他在紐約市的NBC擔任《Your Hit Parade》、《The Kate Smith Hour》和《The Gabby Hayes Show》兒童節目的現場導演，並擔任《The Voice of Firestone》的助理製片人。

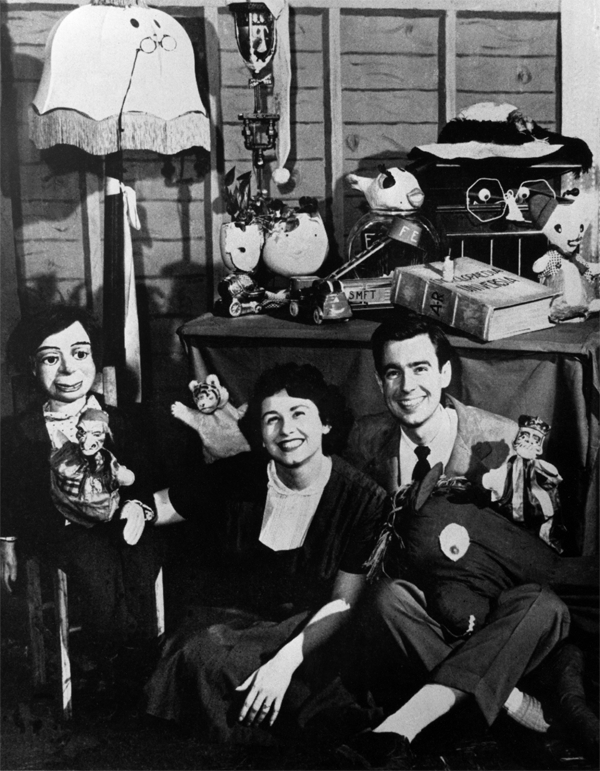
喬西·嘉莉和羅傑斯在“The Children's Corner”拍攝閣樓場景。嘉莉的肩膀上是丹尼爾·S·（條紋）老虎，羅傑斯的左邊是國王星期五十三世。

1953年，羅傑斯回到匹茲堡，在公共電視台WQED擔任節目開發人員。喬西·嘉莉與他合作開發了兒童節目《The Children's Corner》，由嘉莉主持。羅傑斯在鏡頭外為節目開發木偶，角色和音樂。他使用了許多在此期間開發的木偶角色，例如條紋老虎丹尼爾（以WQED的電臺經理多蘿西·丹尼爾（Dorothy Daniel）的名字命名，他在節目首映前給了羅傑斯一個老虎木偶）， 國王星期五十三世，女王莎拉星期六（以羅傑斯的妻子命名）， 貓頭鷹X（X the Owl），亨麗埃塔（Henrietta）和伊萊恩夫人（Lady Elaine），在他後來的作品中。 兒童電視藝人厄尼·庫姆斯是一名助理木偶師。 1955年，《The Children's Corner》獲得喜萬年獎最佳本地製作的兒童節目，並在NBC全國播出。 在為兒童之角工作期間，羅傑斯就讀於匹兹堡神学院，並於1963年被任命為長老宗牧師。他還曾就讀於匹茲堡大學兒童發展研究生院，在那裡他開始與兒童心理學家瑪格麗特·麥克法蘭合作，根據羅傑斯的傳記作者麥克斯韋·金（Maxwell King）的說法，後者成為他的「主要顧問和合作者」和「兒童教育大師」。 羅傑斯對兒童的「思考和欣賞」很大程度上是由麥克法蘭塑造和告知的。 30年來，她一直是《羅傑斯先生的鄰居》大部分劇本和歌曲的顧問。
1963年，多倫多的加拿大廣播公司（CBC）與羅傑斯簽約，開發並主持15分鐘的黑白兒童節目《Misterogers》；該節目從1963年持續到1967年。 這是羅傑斯第一次出現在鏡頭前。CBC的兒童節目負責人弗雷德·雷恩斯貝瑞（Fred Rainsberry）堅持認為，他告訴羅傑斯，“弗雷德，我看到你和孩子們交談。讓我們讓你自己去播出”。 庫姆斯在多倫多加入羅傑斯，擔任助理木偶師。 從1964年到1967年，羅傑斯還與庫姆斯合作過兒童節目《Butternut Square》。他於1967年獲得了《Misterogers》的版權，並帶著妻子、兩個年幼的兒子和他開發的佈景返回匹茲堡，儘管在 CBC 和在匹茲堡沒有工作前景。 在羅傑斯的推薦下，庫姆斯留在多倫多，成為羅傑斯在加拿大的標誌性電視人物，創建了長期運行的兒童節目，《Mr. Dressup》。從1967年到1996年。  羅傑斯在CBC的工作“幫助塑造和發展了他後來為美國公共電視公司（PBS）製作的節目的概念和風格”

### 羅傑斯先生的鄰居

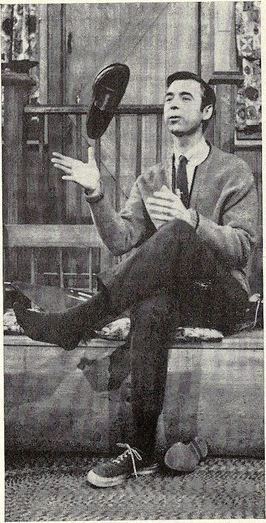
正在換鞋的羅傑斯

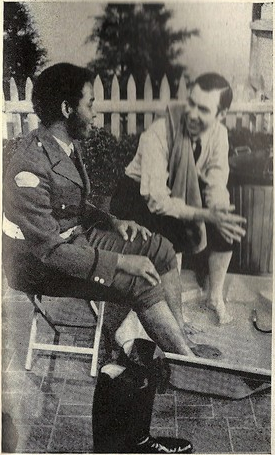
羅傑斯和法蘭西斯・克雷門斯在1969年洗了一次洗腳浴，打破了眾所周知的膚色障礙。

《羅傑斯先生的鄰居》（也稱為鄰居）是一個由羅傑斯主演的半小時教育兒童節目，於1968年開始在全國播出，共播出895集。 該節目在匹茲堡的WQED進行了錄像，並由全國教育電視台（NET）播出，該電視台後來成為公共廣播電視公司（PBS）。 它的第一季有180集黑白劇集。隨後的每一季都由PBS、Sears-Roebuck 基金會和其他慈善機構資助，彩色拍攝，共65集。  到該節目於2000年12月結束製作時，其平均收視率約為0.7% 的電視家庭，即68萬個家庭，並在384個PBS電視台播出。在1985年至1986年的高峰期，其收視率為2.1%，即180萬戶家庭。  鄰居的製作於2000年12月結束，最後一集於2001年播出，但PBS繼續播出重播；到2016年，該節目是PBS歷史上運行時間第三長的節目。
《羅傑斯先生的鄰居》中的許多佈景和道具，如手推車、運動鞋和城堡，都是由CBC設計師和製片人為羅傑斯在多倫多的演出創作的。該節目還「融入了後來成名的大部分極具想像力的元素」，例如緩慢的節奏和主持人的安靜舉止。《羅傑斯先生的鄰居》的格式在整個節目中「幾乎沒有變化」 。每一集都以攝像機視角開始，看到一個街區的模型，然後平移靠近一個房子的表示，同時播放由音樂總監強尼·科斯塔演奏的主題曲《Won't You be My Neighbor？》的鋼琴樂器，靈感來自貝多芬奏鳴曲。 鏡頭放大到一個代表羅傑斯先生家的模型，然後切到房子的內部，穿過房間平移到前門，羅傑斯打開前門，唱著主題曲迎接他的來訪者，同時把他的西裝外套換成羊毛衫（由他母親編織），他的禮服鞋換成運動鞋，「完成一隻鞋從一隻手扔到另一隻手」。本集的主題被引入，羅傑斯先生離開家去另一個地方，鏡頭平移到鄰居模型，並在他進入新地點時放大到新地點。這一段結束后，羅傑斯先生離開並回到他的家，表明是時候去“Make-Believe”社區了。羅傑斯先生走到電車軌道旁的靠窗座位上，在電車出來時在那裡設置了動作。攝像機跟隨它沿著房子后牆的一條隧道進入“Make-Believe”社區。講述的故事和課程發生在一系列為期一周的劇集中，涉及木偶和人類角色。訪問結束時，電車回到了它出現的同一條隧道，重新出現在羅傑斯先生的家中。然後，他在結束這一集之前與觀眾交談。他經常喂魚，清理他用過的任何道具，然後回到前面的房間，在那裡他唱著結束曲，同時換回他的禮服鞋和夾克。當他結束這首歌時，他離開了前門，鏡頭從他的家中縮小，並在劇集結束時平移了鄰居模型。
《羅傑斯先生的鄰居》強調幼兒的社交和情感需求，與另一部PBS節目不同，《芝麻街》於1969年首播，並沒有關注認知學習。 作家凱西·默洛克·傑克遜（Kathy Merlock Jackson）說：“雖然這兩部劇都針對相同的學齡前觀眾並為孩子們準備上幼兒園，但芝麻街專注於入學準備技能，而羅傑斯鄰居先生則專注於孩子發展中的心理和情感以及道德和倫理推理意識”。 社區在研究上花費的資源也少於《芝麻街》，但羅傑斯在他的課程中使用了他的導師瑪格麗特·麥克法蘭、班傑明·斯波克、爱利克·埃里克森和T.貝里·布拉澤爾頓教授的幼兒教育概念。 正如《華盛頓郵報》所指出的，羅傑斯教導幼兒文明、寬容、分享和自我價值“以令人放心的語氣和悠閒的節奏”。 他處理了一些棘手的話題，例如家庭寵物的死亡、兄弟姐妹的競爭、家庭中的新生兒的加入、搬家和進入新學校以及離婚。 例如，他寫了一個關於羅伯特·甘迺迪遇刺案的特別片段，該片段於1968年6月7日，也就是暗殺事件發生幾天後播出。
據金說，將羅傑斯先生的鄰居的每一集放在一起的過程是“艱苦的”，而羅傑斯對該節目的貢獻是“驚人的”。羅傑斯編寫和剪輯了所有劇集，彈鋼琴並為大部分歌曲演唱，創作了200首歌曲和13部歌劇，創造了所有角色（包括木偶和人類），扮演了大部分主要木偶角色，主持了每一集，以及製作並批准了該計劃的每一個細節。 為“Make-Believe”社區創造的木偶“包括了各種各樣的個性”。 他們是簡單的木偶，但卻是“複雜、複雜、完全誠實的人”。 1971年，羅傑斯成立了家庭通訊公司（FCI，現為弗雷德·羅傑斯公司），製作鄰里、其他節目、和非廣播資料。
1975年，羅傑斯停止製作《羅傑斯先生的鄰居》，專注於成人節目。《鄰居》的重播繼續在PBS上播出。 金報告說，這一決定讓他的許多同事和支持者“措手不及”。 然而，羅傑斯繼續與麥克法蘭討論兒童發展和幼稚教育問題。1979年，在中斷了近五年之後，羅傑斯重新開始製作《鄰居》； 金稱新版本“比以往更强大、更複雜”。 金寫道，該節目在20世紀80年代第二次播出時，“是一塊文化試金石，激發了無數的模仿” ，最著名的是20世紀80年代初艾迪·墨菲對《週六夜現場》的模仿。
2001年，73歲的羅傑斯退出了《鄰居》的製作，但重播仍在繼續播出。多年來，他和FCI每年都製作大約兩到三週的新節目，“從1979年以來製作的大約300個節目庫中填補了他的剩餘時間”。 2001年8月31日播出了《羅傑斯先生的鄰居》的最後一集。

### 其他作品和演出
1969年，羅傑斯在美國參議院通訊小組委員會作證，該小組委員會由羅德島州民主黨參議員約翰·帕斯托雷擔任主席。美國總統林登·詹森在卸任前提出了一項二千萬美元的法案，用於創建PBS，但他的繼任者理查·尼克森想將資金削減至一千萬美元。 儘管羅傑斯尚未在全國範圍內為人所知，但由於他有能力提出有說服力的論點並與聽眾建立情感聯繫，因此他被選中出庭作證。羅傑斯的證詞片段在電視上播放並在網路上被數百萬人觀看，在此後多年幫助PBS獲得資金。 根據金的說法，羅傑斯的證詞“被認為是國會有史以來提供的最有力的證詞之一，也是有史以來拍攝的最有力的影片演示之一”。  這讓帕斯托落淚，而且據金說，公共關係專家和學者也對其進行了研究。 參議院對PBS的資助從900萬美元新增到2200萬美元。 1970年，尼克森任命羅傑斯為白宮兒童和青年問題會議主席。
1978年，在《羅傑斯先生的鄰居》休息期間，羅傑斯在PBS上編寫、製作並主持了一個30分鐘的成人訪談節目，名為《Old Friends ... New Friends》。 該節目持續了20集。羅傑斯的來賓包括霍奇·卡麥可、海倫·海絲、米爾頓·伯利、洛林·霍蘭德、詩人羅伯特·佛洛斯特的女兒萊斯利和威利·史塔格爾。
1987年9月，羅傑斯訪問莫斯科，作為第一位嘉賓出現在長期播出的蘇聯兒童電視節目《晚安，小傢伙！》主持人塔蒂亞娜·韋德涅耶娃。 這一露面於12月7日在蘇聯播出，恰逢蘇聯領導人米哈伊爾·戈巴契夫和美國總統隆納·雷根在華盛頓特區舉行的華府峰會。 韋德涅耶娃於11月參觀了羅傑斯先生的街區。她的訪問被錄製下來，後來在1988年3月作為羅傑斯節目的一部分播出。 1994年，羅傑斯為公共廣播公司撰寫、製作並主持了一個名為弗雷德·羅傑斯的英雄的特別節目，該節目對來自全國各地的四比特對兒童和教育產生積極影響的人進行了採訪和拍攝。 羅傑斯第一次以演員而不是他自己的身份出現在電視上，是在1996年電視劇《荒野女醫情》的一集中，扮演一名傳教士。
羅傑斯進行了“數十次採訪”。 儘管他不願意出現在脫口秀電視節目中，但他通常會“以其敏捷的機智和即時即興表演的能力吸引主持人”。 羅傑斯是“美國最受歡迎的畢業典禮演講者之一，發表了150多次演講。 他的朋友和同事大衛·紐厄爾（David Newell）報告說，羅傑斯會“為一次演講感到痛苦”，而金報告說，羅傑斯在演講中至少有一點謹慎，內容涉及兒童、電視、教育、他對世界的看法、如何讓世界變得更美好以及他對自我認識的追求。 他的語氣平靜而不拘禮節，但“引人注目”。 在許多演講中，包括他在1997年接受艾美獎的終身成就演講、1999年入選電視名人堂的演講、以及2002年在達特茅斯學院的最後一次畢業典禮演講中，他都訓示聽眾保持沉默，思考一下對他們有良好影響的人。

## 個人生活

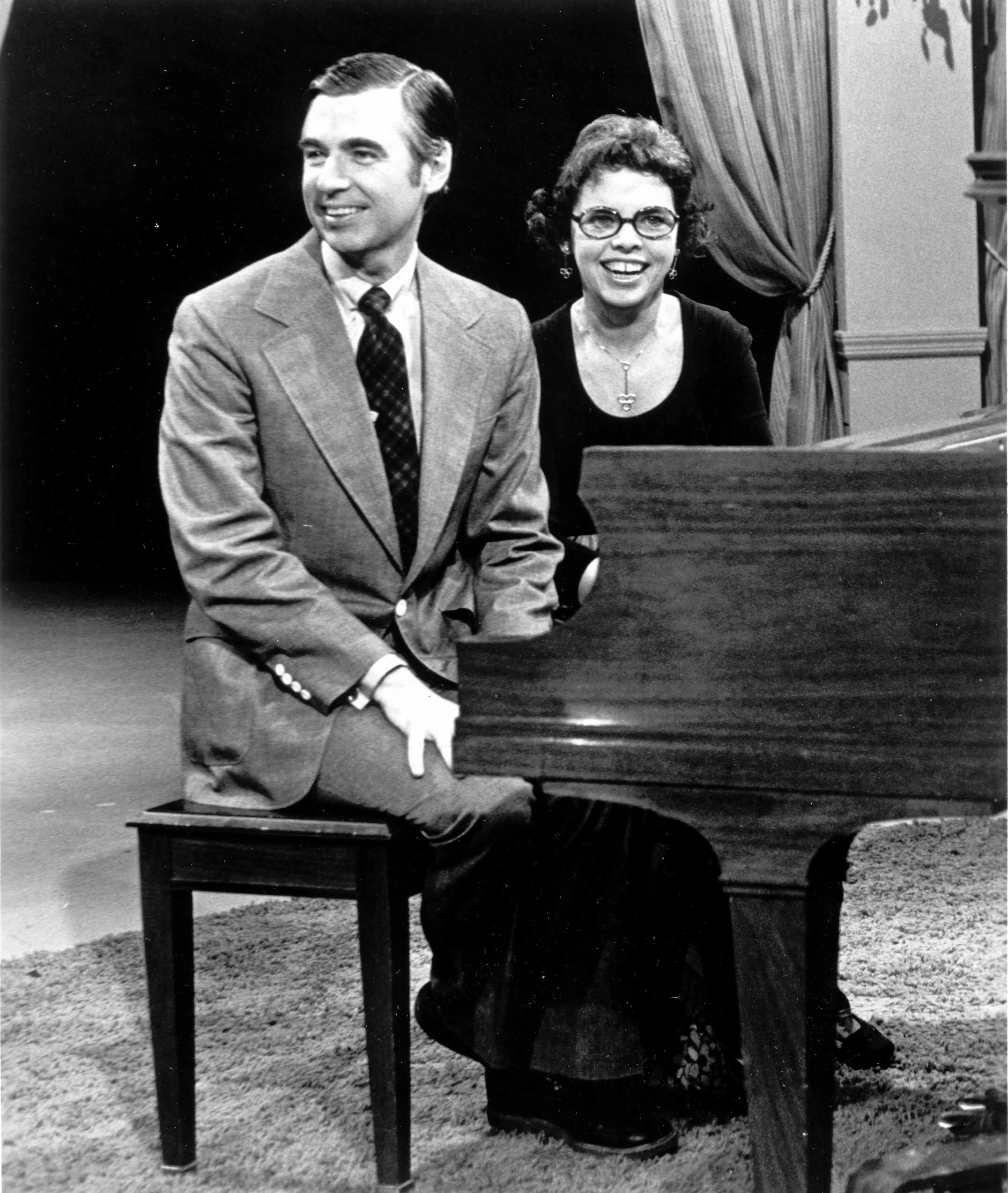
弗雷德和喬安妮·羅傑斯坐在鋼琴前

羅傑斯在羅林斯學院就讀期間遇到了來自佛羅里達州傑克遜維爾的莎拉·喬安妮·伯德（Sara Joanne Byrd）。他們從1952年結婚，直到他於2003年去世。他們有兩個兒子，詹姆斯和約翰。 喬安妮是“一位多才多藝的鋼琴家”， 她像弗雷德一樣從羅林斯獲得了音樂學士學位，然後在佛羅里達州立大學獲得了音樂碩士學位。從1976年到2008年，她與她的大學同學珍妮·莫里森（Jeannine Morrison）公開表演。 據傳記作者麥克斯韋·金稱，羅傑斯的親密夥伴說他“絕對忠實於他的婚姻誓言”。
羅傑斯是紅綠色色盲。 父親去世後，他於1970年成為一名魚素主義者，並於1980年代初成為一名素食主義者， 他說自己“不能吃任何有母親的東西”。1980年代中期，他成為了《素食時報》的共同所有者， 並在一期中說，“我喜歡豆腐漢堡和甜菜”。 他告訴《素食時報》，出於道德和健康兩方面的原因，他成為了一名素食者。 據羅傑斯的傳記作家麥克斯韋·金稱，羅傑斯還簽署了一份聲明抗議穿動物皮草。 羅傑斯是一名共和黨註冊黨員，但根據喬安妮·羅傑斯的說法，他“在投票管道上非常獨立”，選擇不談論政治是因為他想保持公正。 羅傑斯是一名長老宗教徒，他在《羅傑斯先生的鄰居》中表達的許多資訊都受到基督教覈心教義的啟發。 羅傑斯很少在廣播中談論他的信仰； 他相信以身作則和說教一樣强大。 他說，“你不需要為了傳達資訊而公開談論宗教。”。 根據作家謝·塔特爾（Shea Tuttle）的說法，羅傑斯認為他的信仰是他性格的一個基本部分，並“稱觀眾和電視機之間的空間為‘聖地’”。 但是，儘管羅傑斯有著堅定的信念，他仍在憤怒、衝突和自我懷疑中掙扎，尤其是在他生命的最後。 他還研究了基督教神秘主義、猶太教、佛教以及其他信仰和文化。 金稱他為“具有真實精神生活的獨一無二的電視藝員”，強調耐心、反思和“在嘈雜的世界中保持沉默”的價值觀。 金報告說，儘管羅傑斯的家庭很富有，但他不在乎賺錢，生活節儉，尤其是當他和他的妻子長大後。 還聲稱，羅傑斯與年輕觀眾的關係對他很重要。 例如，自從在加拿大主持《Misterogers》活動以來，他親自回復了每一封寄給他的信。  在《羅傑斯先生的鄰居》開始在美國播出後，這些信件的數量新增了，他雇傭了工作人員和製片人赫達·夏拉潘來回答，但他閱讀、編輯並簽署了每封信。金寫道，羅傑斯將回復觀眾的來信視為“某種牧師職責”。
《紐約時報》稱羅傑斯為“一位熱心的游泳運動員”， 1998年《君子雜誌》對羅傑斯的個人簡介《Can You Say ... Hero?》的作者湯姆·儒諾說：“羅傑斯先生幾乎每天早上去游泳了”。 羅傑斯小時候在拉特羅布郊外的家庭度假屋裡開始游泳，他們在那裡擁有一個游泳池，並在冬季去佛羅里達旅行期間開始游泳。金寫道，游泳和彈鋼琴是“終生的愛好”，“兩者都讓他有機會感受到自己的能力並掌握自己的命運”， 並且游泳成為“強烈自我意識的重要組成部分”。他培養的紀律”。羅傑斯每天在匹茲堡體育協會游泳，每天早上4:30到5:30之間醒來祈禱並“ 閱讀聖經並為這一天做好準備”。 他不抽煙也不喝酒。 根據儒諾的說法，他沒有採取任何措施來改變他的體重，而他的體重是他成年後大部分時間的143磅（約65公斤）生活；到1998年，這還包括每天小睡、晚上9 點30分上床睡覺、每晚不間斷地睡八個小時。儒諾說，羅傑斯認為自己的體重“是一種命運的實現”，並告訴儒諾，“數字143意味著'我愛你。' 用一個字母說‘我’，用四個字母說‘愛’，用三個字母說‘你’”。

## 過世與紀念
2001年羅傑斯退休後，他一直忙於與FCI合作，學習宗教和靈性，公開露面，旅行，並與拉特羅布的聖文森特學院院長阿卡博特·道格拉斯·諾維奇一起在一家以他的名字命名的兒童媒體中心工作。 到2002年夏天，他的慢性胃痛變得嚴重到足以去看醫生，2002年10月，他被診斷出患有胃癌。 他延後了治療，直到他在2003年玫瑰花車遊行中擔任主席，並於1月份與阿特·林克萊特和比爾·寇司比一起擔任主席。 1月6日，羅傑斯接受了胃手術。不到兩個月後，2003年2月27日， 在他75歲生日的前一個月，他在匹茲堡的家中去世，與他結婚50年的妻子喬安妮陪伴在他身邊。在他臨死前不久昏睡時，他接受了阿切博特·諾維奇的基督教最後儀式。
第二天，《匹茲堡郵報》在頭版報導了羅傑斯的死訊，並用一整節來介紹他的死因和影響。 該報還報導說，到中午時，網路上“已經充滿了家長、觀眾、製片人和作家的讚賞作品”。  羅傑斯的死引起了廣泛的哀悼。大多數美國都市報紙都在頭版刊登了他的訃告，有些專門用整個版塊來報導他的死訊。 WQED在羅傑斯去世的那天晚上播出了他的節目；《匹茲堡郵報》報導說，他們的報導的評級是正常評級的三倍。 同一天晚上，ABC的《夜線》重播了最近對羅傑斯的採訪。該節目獲得了當天的最高收視率，打敗《大衛深夜秀》和《傑哥今夜秀》的二月平均收視率。 3月4日，美國眾議院一致通過了由賓夕法尼亞州眾議員邁克·多伊爾發起的一項表彰羅傑斯的決議。
2003年3月1日，羅傑斯的神父在拉特羅布聯合公墓（Unity Cemetery）為羅傑斯的父親修復的聯合教堂（Unity Cemetery）舉行了私人葬禮。大約80名親戚、同事和親密的朋友參加了這項儀式，“這是在非常保密的情況下計劃的，以便與他最親近的人可以私下哀悼”。 松鼠山第六長老宗羅傑斯家族教會的牧師約翰·麥考爾（John McCall）牧師作了講道，威廉·巴克（William Barker）牧師是一位退休的長老宗牧師，他是“羅傑斯先生的親密朋友，鴨嘴獸先生在他的聲音”， 閱讀羅傑斯最喜歡的聖經段落。羅傑斯被安葬在賓夕法尼亞州拉特羅布的聯合公墓，在他母親家族擁有的陵墓中。
2003年5月3日，匹茲堡的亨氏音樂廳舉行了一場公眾紀念活動。 根據《匹茲堡郵報》，有2700人參加。 小提琴手伊扎克·帕爾曼、大提琴手馬友友（通過視訊）和風琴手艾倫·莫里森為羅傑斯表演。巴克主持儀式； 匹茲堡慈善家艾西·希爾曼、前《早安美國》主持人大衛·哈特曼、《好餓的毛毛蟲》作家艾瑞·卡爾和亞瑟的創作者馬克·布朗也參加了活動。女商人兼慈善家特雷莎·海因茨、PBS總裁帕特·米切爾和匹茲堡項目執行主任薩利姆·古布里爾（Saleem Ghubril）發表了講話。傑夫·厄蘭格在1981年10歲時出現在《羅傑斯先生的鄰居》家附近，向他解釋他的電動輪椅，他也發表了講話。 這一紀念日在匹茲堡電視台和網站上播出了幾次追悼會。

## 迴響
PBS另一個兒童節目《亞瑟小子》的創作者馬克·布朗認為羅傑斯既是朋友，也是“如何利用電視和媒體幫助孩子和家庭的一個了不起的榜樣”。 《Wonder Pets!》的創造者喬希·塞利格認為羅傑斯影響了他對結構和可預測性的使用，以及他對音樂、歌劇和原創性的使用。
羅傑斯啟發兒童電視節目《妙妙狗》的共同創作者安吉拉·桑托米羅獲得發展心理學學位並進入教育電視行業。 她和《妙妙狗》的其他製片人使用了羅傑斯的許多技巧，例如使用兒童發展和教育研究，讓主持人直接對著鏡頭說話並來到虛構的世界。  2006年，在羅傑斯去世三年後，《妙妙狗》停止製作，弗雷德·羅傑斯公司聯繫了桑托梅羅，以製作一個宣傳紀念羅傑斯的節目。  2012年，《小老虎丹尼爾》，以羅傑斯先生的鄰居為原型的角色，在PBS上首映。
羅傑斯對兒童電視和幼兒教育的風格和方法也“乞求被模仿”。 喜劇演員艾迪·墨菲在1980年代在《週六夜現場》上模仿《羅傑斯先生的鄰居》。 羅傑斯在1982年告訴脫口秀主持人大衛·萊特曼，他相信像墨菲這樣的模仿是“帶著善意”完成的。
羅傑斯1969年為公共電視節目辯護的證詞影片自2012年以來經歷了復甦，至少傳播了兩次。在當時的總統候選人米特·羅姆尼建議削減PBS的資金後，該影片首次浮出水面。 2017年，在前總統唐納·川普提議取消幾個與藝術相關的政府項目（包括PBS和國家藝術基金會獎）後，證詞影片再次傳播開來。
2014年3月4日，賓夕法尼亞州歷史和博物館委員會（Pennsylvania Historical Marker）批准 了一個專門用於羅傑斯的路邊歷史記標。該於2016年6月11日設立，標題為"弗雷德·麥克菲利·羅傑斯（1928－2003），Fred McFeely Rogers (1928–2003)"。
2018年紀錄片《與我為鄰》，導演摩根·內維爾拍攝關於羅傑斯生平的紀錄片，票房收入超過2,200萬美元，成為五年來票房最高的傳記紀錄片，也是有史以來票房收入第12名的紀錄片。2019年的劇情片《知音有約》講述了羅傑斯和他的電視連續劇的故事，並由湯姆·漢克斯飾演羅傑斯。
據《華盛頓郵報》的凱特琳·吉布森（Caitlin Gibson）報導，羅傑斯成為了育兒建議的來源。她稱他為“在不斷變化的育兒理念和文化趨勢背景下的永恆神諭”。 雪城大學的羅伯特·湯普森（Robert Thompson）指出，羅傑斯“帶著美國人的童年——我認為整個美國人——經歷了一些非常動盪和艱難的時期”，  從越戰和1968年羅伯特·甘迺迪遇刺到2001年911襲擊。根據全國公共廣播電台的亞細亞·西蒙娜·伯恩斯（Asia Simone Burns）的說法，在2001年《羅傑斯先生的鄰居》停止製作並於2003年去世後的幾年裡，羅傑斯成為“安慰的源泉，有時是在悲傷之後”  伯恩斯說，羅傑斯的安慰之詞在2012年桑迪胡克小學槍擊案、2017年英國曼徹斯特體育場爆炸案和2018年佛羅里達校園槍擊案等悲劇之後“開始在社交媒體上流傳”。

## 備註
1. ↑  據《羅傑斯先生的鄰居》製片人赫達·沙拉潘（Hedda Sharapan）稱，羅傑斯使用電視來傳達他的信息；[19] 大衛・紐維爾在“Neighborhood”中飾演麥克菲利先生（Mr. McFeely），他說：“對弗雷德來說，電視是一種接觸兒童和家庭的工具；它是一種必要的邪惡”。[20]
2. ↑  有關《羅傑斯先生的鄰居》結構的完整描述，請參見Wolfe，第9－16頁。
3. ↑  有關羅傑斯證詞的證詞，請參閱 American Rhetoric.com。[76]